# Ambrogio Morelli
Ambrogio Enrico Morelli (Nerviano, 4 dicembre 1905 – Nerviano, 10 ottobre 2000) è stato un ciclista su strada e pistard italiano, professionista e indipendente dal 1929 al 1938.

## Carriera
Avviato al ciclismo dal campione parabiaghese Libero Ferrario, che gli fece avere la sua prima bici da corsa, era dotato di determinazione e resistenza, in grado di affrontare, quindi, percorsi diversificati e gare sia in linea che a tappe. Fu professionista e indipendente dal 1929 al 1938, correndo tra le altre per la Gloria (1929-1930), la Bianchi (1931-1933), la Ganna (1935-1936) e la francese Tendil (1937).
All'esordio tra i professionisti juniores, nel 1929, vinse quattro gare in linea, fra cui la Tre Valli Varesine, e fu secondo alla Coppa Bernocchi e al Gran Premio Cervini. Vinse poi i campionati italiani professionisti juniores, il Giro del Piemonte e il Giro dell'Umbria nel 1930.
Passato nella categoria superiore, partecipò a dieci edizioni del Giro d'Italia, classificandosi quarto nel 1930 e ottavo nel 1931, in quest'ultima edizione con la vittoria nella tappa finale di Milano; vinse inoltre la classifica isolati nel 1935. Nel 1933 si piazzò al secondo posto, alle spalle di un altro italiano, Alfredo Bovet, nel Giro della Catalogna. Fu terzo al Giro del Lazio 1934 e partecipò a quattro edizioni del Tour de France tra il 1932 e il 1937, classificandosi al sesto posto nel 1934 e ottenendo un eccezionale secondo posto nel 1935, edizione in cui si aggiudicò due vittorie di tappa a Pau e a Caen, e che gli diede particolare notorietà.
Ottenne diversi successi anche nelle corse su pista, le cosiddette Sei giorni, molto seguite dal pubblico dell'epoca per la presenza in gara dei popolari campioni del ciclismo su strada. Dopo il ritiro dall'attività professionistica, fu grande amico e sostenitore sia di Fausto Coppi che di Gino Bartali e rimase molto vicino all'ambiente della bicicletta, partecipando a competizioni e manifestazioni ciclistiche fino all'età di ottant'anni.
È stato sepolto nella tomba di famiglia nel cimitero del suo paese natale, Nerviano.

## Eredità
Ambrogio Morelli trasmise la passione per lo sport anche alla sua famiglia: il figlio Remo è stato infatti un calciatore di serie A e il nipote Stefano Ambrogio un velista (detentore di otto titoli italiani, un argento nel 1997 in Florida e due bronzi mondiali, nel 2002 e 2006, nella classe Flying Dutchman).
Proprio il nipote Stefano è stato fra i principali organizzatori del "Morelli Day", una maratona ciclistica non competitiva di 500 km in 24 ore (dal 2008 portata a 600 km). Il primo "Morelli Day" si svolse il 10 giugno 2000 a Nerviano in onore del novantaquattrenne Ambrogio, che sarebbe scomparso quattro mesi dopo.

## Palmarès
- 1929 (Gloria, cinque vittorie)

Targa d'Oro Città di Legnano
Tre Valli Varesine
Coppa Giombini
Coppa Pomini
Milano-Sestri
- 1930 (Gloria, tre vittorie)

Campionati italiani, Prova in linea professionisti juniores
Giro del Piemonte
Giro dell'Umbria
- 1931 (Bianchi, una vittoria)

12ª tappa Giro d'Italia (Torino > Milano)
- 1933 (Bianchi, una vittoria)

5ª tappa Volta a Catalunya (Lleida > La Seu d'Urgell)
- 1935 (Ganna, due vittorie)

16ª tappa Tour de France (Luchon > Pau)
20ª tappa Tour de France (Vire > Caen)

## Piazzamenti

### Grandi Giri
- Giro d'Italia

1929: 10º
1930: 4º
1931: 8º
1932: 26º
1933: 20º
1934: 19º
1935: 10º (1º nella categoria "isolati")
1936: 7º
1937: 9º
1938: ritirato
- Tour de France

1932: non partito (19ª tappa)
1934: 6º
1935: 2º (1º nella categoria "isolati")
1937: ritirato (2ª tappa)

### Classiche monumento
- Milano-Sanremo

1931: 29º
1933: 18º
1934: 32º
- Giro di Lombardia

1929: 10º
1934: 20º